# Meonio
Meonio (m. 267) fue un pariente de Odenato, príncipe de Palmira, y su asesino. Su existencia bajo este nombre es sin embargo dudosa.

## Biografía
El nombre de Meonio aparece únicamente en algunas líneas en los Treinta Tiranos. Asesinó a Odenato y a su hijo Herodes. Según la misma biografía, habría sido primo de Odenato, y un hombre de vida disoluta, aunque habría mantenido buenas relaciones con Zenobia en un primer momento ya que compartía su animadversión hacia Herodes, hijo de un primer matrimonio de Odenato y su heredero. Según la Historia Augusta, Meonio no habría llegado a reinar al haber sido asesinado por los soldados después de haber tomado el título de Emperador. Según André Chastagnol, si Odenato fue realmente asesinado, el personaje de Meonio habría sido una invención del autor de la Historia Augusta, como el autor ficticio llamado Meonio y mencionado en la vida de Macriano,.
El asesinato de Odenato por un miembro de su familia es bien atestiguado por el continuador anónimo de Dion Casio, que lo llama Rufino, por Jorge Sincelo que lo llama igualmente Odenato y por Juan Zonaras que lo menciona sin citar su nombre pero lo menciona como sobrino de Odenato e indica que fue asesinado justo después del homicidio.